# أيزو 3166-2:DJ
أيزو 31166-2:DJ هو الجزء المخصص لدولة جيبوتي في أيزو 3166-2، وهو جزء من معيار أيزو 3166 الذي نشرته المنظمة الدولية للتوحيد القياسي (أيزو)، والذي يُعرف رموز لأسماء التقسيمات الرئيسية (مثل الأقاليم، الجهات، المقاطعات أو الولايات) من جميع البلدان في ترميز أيزو 3166-1.
يتكون كل رمز من جزئين مفصولين بواصلة. الجزء الأول هو DJ، وهو رمز وأيزو 3166-1 حرفي 2 للبلد. أما الجزء الثاني فهو عبارة عن حرفين.

## الرموز الحالية
| الرمز | التقسيم        | الفئة |
| ----- | -------------- | ----- |
| DJ-AS | إقليم علي صبيح | إقليم |
| DJ-AR | إقليم عرتا     | إقليم |
| DJ-DI | إقليم دخيل     | إقليم |
| DJ-OB | إقليم أوبوك    | إقليم |
| DJ-TA | إقليم تاجورة   | إقليم |
| DJ-DJ | جيبوتي (مدينة) | مدينة |